# 陈醉
陈醉（1942年—），曾用名陈国昭，汉族，中华人民共和国政治人物、第十一届全国政协委员。
他于1981年获得中国艺术研究院研究生部的硕士学位，曾担任院学术委员会委员、美术理论研究室主任。
他加入中国民主同盟，担任中国艺术研究院博士生导师。2008年，当选第十一届全国政协委员，代表文化艺术界，分入第二十七组。并担任文史和学习委员会专委。
著有《裸体艺术论》、《人体美》、《他与她》、《维纳斯面面观》、《当代人体艺术》、《人体模特儿史话》。

## 获奖
优秀科研成果奖；
中国文联优秀理论奖；
2002年获得国家图书奖；